# Дункер (порода собак)
Дункер (норв. Dunker), или норвежская гончая, — порода собак из группы скандинавских гончих, выведенная в XIX веке на основе местных разнотипных охотничьих собак.

## История породы
Порода названа по фамилии норвежского капитана Конрада Дункера, являвшегося её создателем.
Дункеры были выведены в середине XIX века путём скрещивания нескольких пород гончих и фенотипически схожих с ними других собак, а в 1902 году был создан «Специальный клуб для норвежских заячьих псов», считающийся первым клубом этой породы. Дункер решил вывести унифицированную породу, в то время как до этого направленным разведением таких собак в его стране не занимались. До Второй мировой войны племенная база породы успела набрать большое количество голов, так как новая порода быстро обрела популярность. Во время Второй мировой войны и некоторое время после неё спрос на собак этой породы упал, что привело к падению качества и количества поголовья.
С 1970-х годов интерес к породе снова возрос, снова началось увеличение поголовья, в результате чего спустя десятилетие порода стала однородной, обладающей высокими рабочими качествами. В конце 1980-х годов по решению Норвежского клуба собаководства к породе были прилиты крови континентальных гончих для устранения ряда проблем, возникших в результате близкородственного скрещивания внутри породы. С 1990 года в племенных книгах Норвегии ведется регистрация собак этой породы с учётом обновлённого после прилива кровей стандарта.

## Внешний вид
Собака крепкого телосложения, немного растянутого формата. Обладают сложением, предназначенным для длительного движения по пересечённой местности. При этом их особенностью является способность долго преследовать зверя, а вот высокой скорости они развивать не могут.
Голова удлинённая, сухая, морда прямая и длинная, переход ото лба к морде хорошо выражен. Мочка носа тёмная, крупная. Глаза большие, хорошо выраженные, коричневого или голубого цвета. Также допустимой является гетерохромия. Уши средней длины, висячие, тонкие, малоподвижные.
Корпус удлинённый, приземистый. Шея длинная и гладкая. Грудь объёмная, с хорошо выраженными рёбрами. Спина широкая и мускулистая, круп слегка опущен. Лапы крепкие, плотные, имеют прямой параллельный постав. Пальцы на лапах собраны плотно, при этом длинные, образующие подвижный свод. Подушечки сильно выражены. Хвост толстый у основания, сильно утончается к концу. При движении образует единую линию со спиной.
Шерсть густая, прямая, жёсткая, с выраженным подшёрстком. Допустимые окрасы: чёрный, голубой, чёрный мраморный, голубой мраморный. На этих окрасах располагаются отметины палевого цвета. Также допускается наличие небольших отметин белого цвета.
Высота в холке кобелей — 50—58 сантиметров, сук — 47—54 сантиметра, однако идеальной высотой считается 52—54 см для кобелей и 49—51 см для сук.

## Характер
Дункеры обладают дружелюбным, не агрессивным характером. Темперамент ровный и спокойный, собаки достаточно независимы, хорошо уживаются с другими животными. Требуют длительного выгула и больших нагрузок. Отличаются высоким интеллектом и способностью освоить большое количество команд, но процесс обучения занимает у этих собак длительное время. Собаки этой породы хорошо ориентируются на местности.

## Использование
Дункеры с самого начала выводились для охоты на зайца по холодному следу. Это направление работы остаётся для них основным и сейчас. При создании породы были учтены такие вещи, как то, что собака должна быть способна длительное время передвигаться по льду и снегу, что сделало её хорошо приспособленной для работы в северных регионах. Помимо использования в качестве рабочих собак и участия в рабочих испытаниях, дункеры благодаря своему не конфликтному характеру могут использоваться в качестве собак-компаньонов.

## Здоровье
В числе генетических заболеваний, которым подвержены представители породы, — заболевания органов слуха и равновесия (односторонняя или двусторонняя глухота, вызванная действием доминантного гена «мерль»); заболевания глаза (гетерохромия радужки).